# Боротьба Птолемея I за Кіпр
Боротьба Птолемея I за Кіпр — пов'язаний із Кіпром послідовний ряд епізодів з часів війн діадохів за розділ держави Александра Македонського.

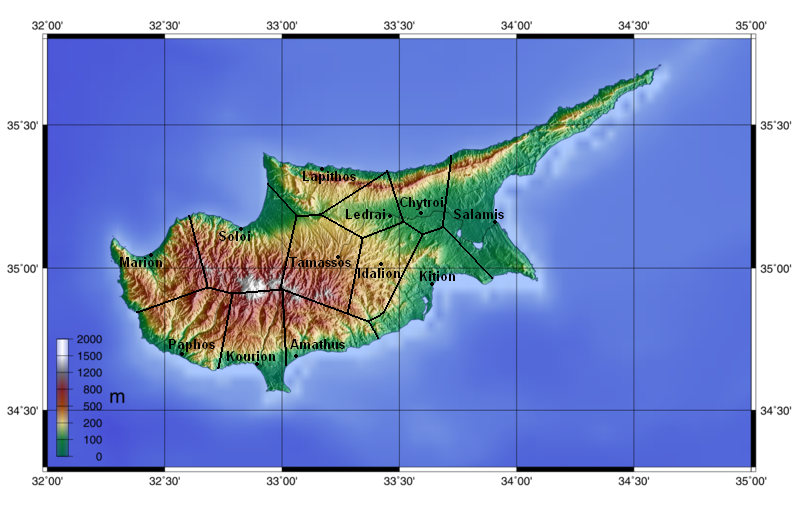
Стародавні царства Кіпра, зокрема, позначені Саламін, Кітій, Амафунт, Пафос, Марій та Лапіф. Згадана у тексті Киренія знаходилась на узбережжі дещо на схід від Лапіфа, а Карпасія та Уранія — ще далі на схід на півострові, котрий видається у північно-східному напрямку

Володіння Єгиптом надавало сатрапу Птолемею надійну економічну базу, до того ж гарно захищену від зовнішнього вторгнення пустелею та дельтою Нілу. У той же час, для активної участі в боротьбі за розподіл держави Александра єгипетський володар потребував флота, спорудження якого на місці було неможливе через відсутність в Єгипті лісів. Як наслідок, протягом кількох десятків років Птолемей вів боротьбу за надбання зовнішніх володінь, котрі могли б доставити йому морські сили. Так, вже у 320 р. до н. е. він захопив сирійську сатрапію, яка віддавала в його розпорядження ліси Фінікії та флот фінікійських міст. Але вже у 315 р. до н. е. цю територію відібрав Антигон Одноокий, котрий тим самим змусив Птолемея перенести центр своїх операцій на Кіпр. Цей великий острів, розділений між дюжиною дрібних царів, так само міг надати деревину, кораблі та екіпажі.

## Кампанія 315р. до н.е

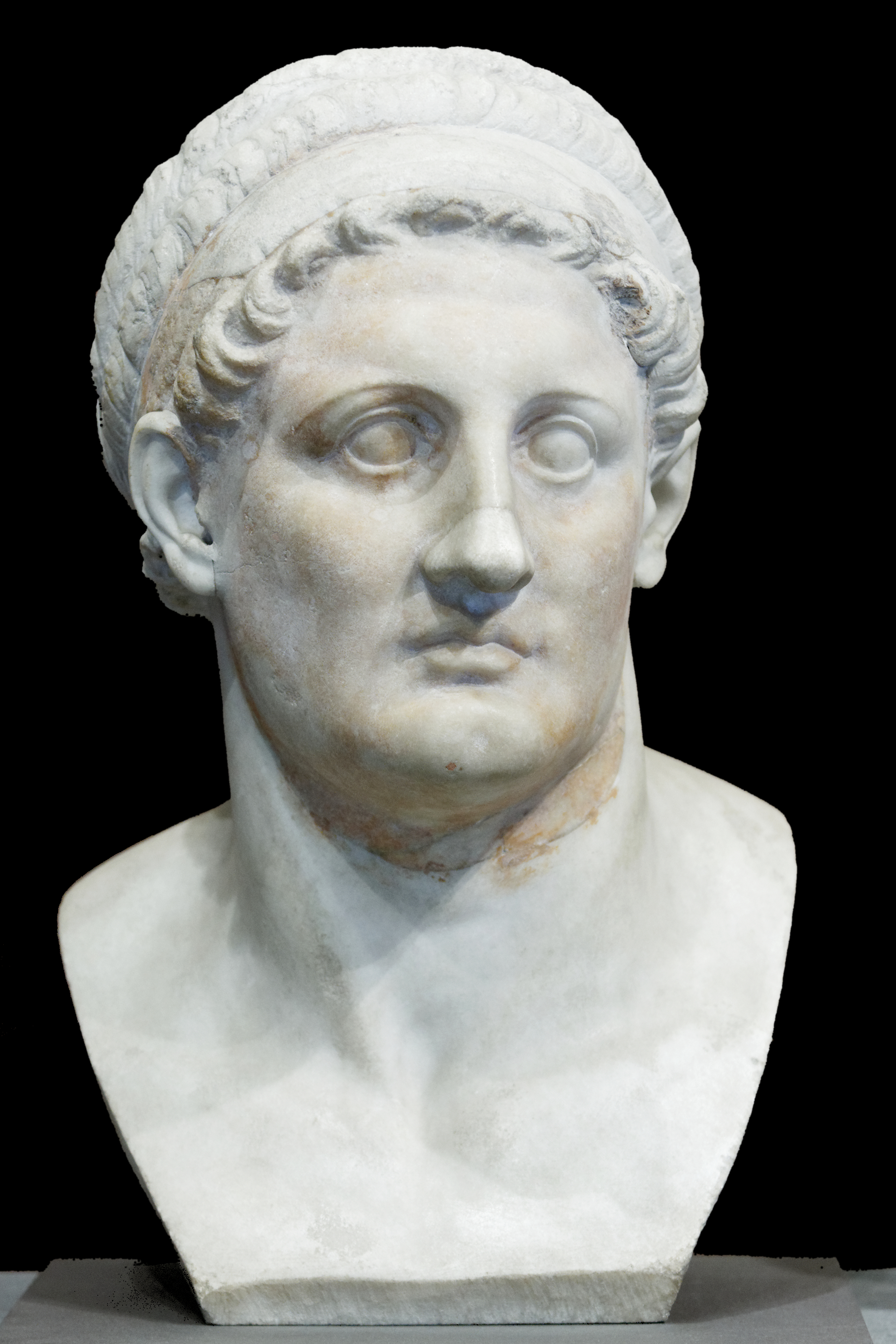
Птолемей І

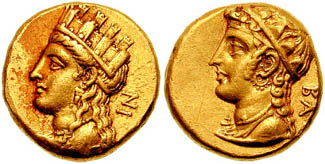
Нікокреон, цар Саламіна

Одразу після захоплення Сирії Антигон послав емісара на Кіпр із завданням схилити на свій бік місцевих правителів. Втім, останньому вдалось виконати свою місію лише частково — він отримав підтримку у царів Кітія, Амафунта, Марія, Лапіфа та Керинії, тоді як інші — включаючи найсильнішого серед них володаря Саламіну Нікокреонт — залишились тримати сторону Птолемея. Зі свого боку, єгипетський володар послав на Кіпр 3 тисячі вояків для боротьби проти царів, котрі відпали до Антигона. Сюди ж відізвали ескадру зі 100 кораблів, котра діяла у Егейському морі під начальством Селевка. Нарешті, коли стало відомо про розгорнуту Антигоном у Фінінкії масштабну кораблебудівельну кампанію, на Кіпр вирушила з Єгипту друга ескадра такої ж чисельності під командуванням наварха Поліклета, а також 10 тисяч піхотинців Мирмидона. Загальне керівництво операціями на Кіпрі Птолемей доручив своєму братові Менелаю.
Втім, для вгамування кіпрських царьків такі масштабні сили були все-таки надмірні. Після наради півсотні кораблів з Поліклетом відіслали до Греції (повернувся у тому ж 315 р. до н. е., завдавши на зворотному шляху поразки флоту родосців при Афродісіаді), тоді як Мирмидон повів своє військо до Карії (південно-західне завершення Малої Азії). Менелай же разом із Нікокреоном та іншими союзними царями захопили Лапіф та Киренію, змусили підкоритись царів Марія та Амафунта, після чого з усіма силами обложили Кітій. Оволодіння цим містом зробило їх повними господарями острова.

## Події 313 та 310рр. до н.е

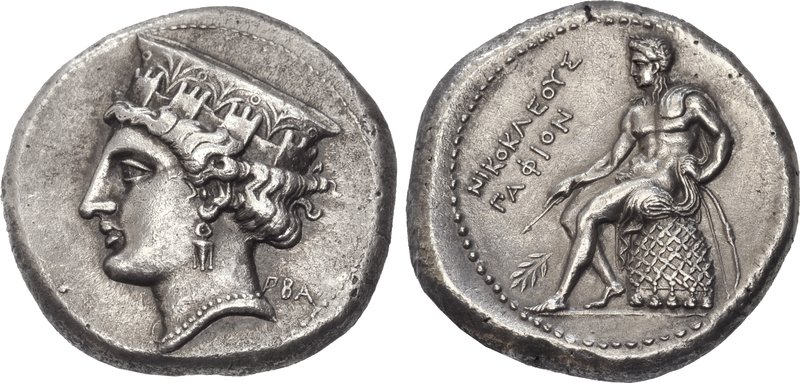
Нікокл, цар Пафоса

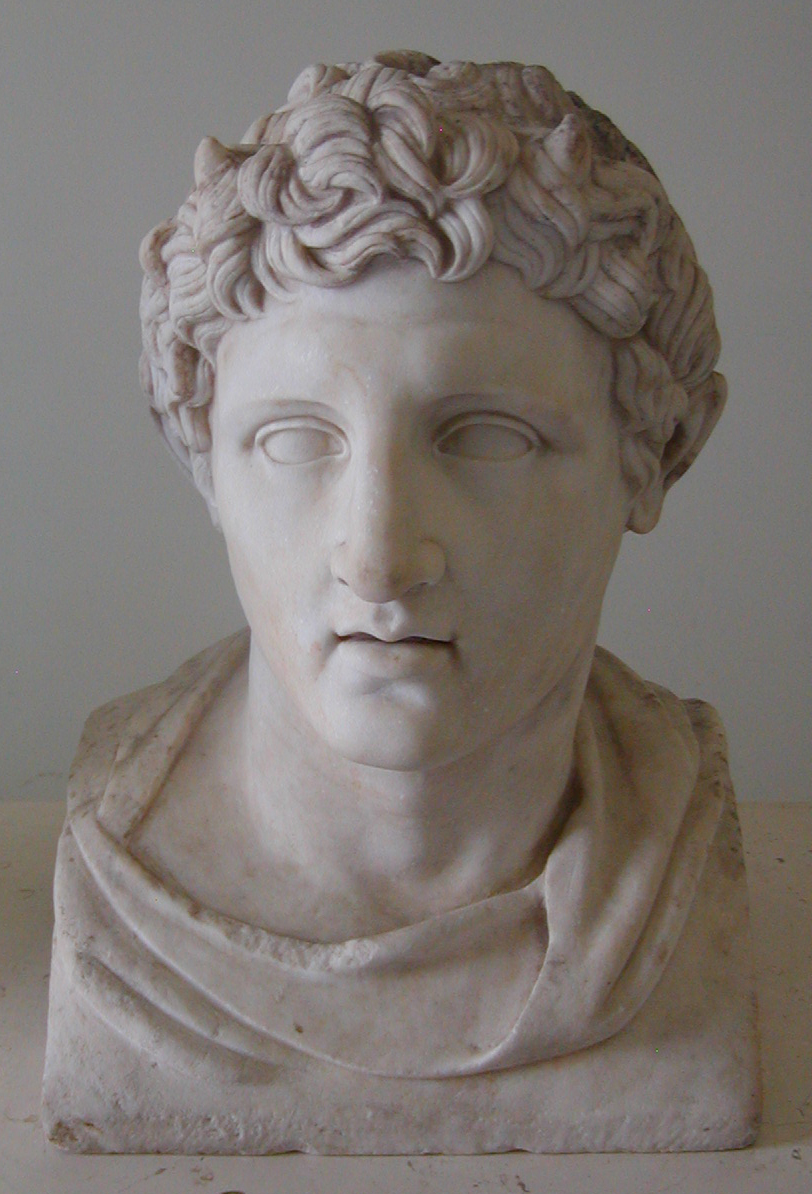
Деметрій І

За два роки кілька кіпрських володарів знову спробували вийти з-під влади Птолемея. Останній прибув сюди з великими силами та позбавив царського сану Пігмаліона з Кітія, Праксиппа з Лапіфа, Стасіойка з Марія. Вони, а також правитель Киренії, були заарештовані, а царства їх передали Нікокреону з Саламіна.
Ще один бунт замислив у 310 р. до н. е. цар Пафоса Нікокл. Втім, про його таємні переговори стало відомо Птолемею, котрий наказав двом своїм полководцям взяти військо у Менелая та вирішити проблему. Єгипетський загін раптово оточив царський палац Пафоса, після чого очільники передали Нікоклу наказ Птолемея покінчити життя самогубством. Не бачачи виходу, цар Пафосу повісився. Надалі самогубство вчинили і всі члени його родини, включаючи братів та зятів.

## Кампанія 306р. до н.е
У 306 р. до н. е. син Антигона Деметрій вирушив на завоювання Кіпру. Пройшовши уздовж південного узбережжя Малої Азії, він зібрав значні бойові сили, котрі включали 15 тисяч піхотинців та 400 вершників. Не зустрівши на своєму шляху єгипетського флота, Деметрій висадився на півострові, котрий видається з Кіпра у північно-східному напрямку. Із облаштованого тут укріпленого табору вояки Антигоніда здійснили рейди по околицям та, зокрема, взяли розташовані неподалік міста Карпасія та Уранія. Слідом за цим Деметрій рушив на Саламін, де мав свою резиденцію Менелай (на той час Нікокреон з якихось причин був вже кілька років як усунутий). Останній стрів його перед містом з ненабагато меншим військом, проте зазнав поразки. Почалась облога Саламіна, в якій обидві сторони виявили чимало завзяття.
Тим часом сам Птолемей виступив на допомогу братові та пристав на протилежному кінці острова біля Пафоса. З собою єгипетський володар мав 140 бойових кораблів та 200 транспортних суден, котрі, зокрема, перевозили 10 тисяч піхотинців. Оскільки Деметрій відхилив пропозицію забратись з Кіпра, Птолемей рушив уздовж південного узбережжя, розраховуючи разом із військом Менелая поставити армію супротивника між двох вогнів та розгромити її. Втім, у морській битві при Саламіні Антигонід завдав супротивнику важкої поразки. Птолемей відступив до Єгипту, а гарнізон Саламіна капітулював. Так само здались всі інші міста острова, котрий тепер став важливою морською базою в державі Антигонідів. Менелая, а також захопленого в полон сина Птолемея Деметрій звільнив, тоді як більшість взятих в полон найманців зголосилась стати вояками переможця.

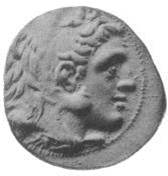
Антигон І Одноокий

## Кампанія 295р. до н.е
У 301 р. до н. е. Антигон Одноокий програв вирішальну битву при Іпсі та загинув. Втім, Деметрію вдалось утримати в своїх руках морський компонент батьківської держави — мережу фортець та гаваней, котра простягнулась від Греції через Кіклади, Кіпр та південне узбережжя Малої Азії до Фінікії.
Допоки кілька років Деметрій продовжував діяти у східному Середземномор'ї (відомо про захоплення ним Кілікії у 299 р. до н. е. та руйнацію в 297 р. до н. е. міста Самарія у підконтрольній єгиптянам Палестині), Птолемей не наважувався атакувати Кіпр. Втім, у якийсь момент в середині 290-х Деметрій вирушив до Греції, а потім захопив престол Македонії (295 р. до н. е.). Тільки тепер єгипетський цар визначив момент як слушний — наважився на атаку та оволодів Кіпром. Дружина Деметрія Філа та його діти були обложені у Саламіні, після капітуляції якого потрапили в полон до Птолемея. Можливо також відзначити, що в наступні кілька років (не пізніше 287 р. до н. е.) цар Єгипту зміг відібрати в Антигоніда Фінікію та, ймовірно, окремі області на узбережжі Малої Азії, що нарешті дозволило йому стати володарем морів східного Середземномор'я.